# Elizabeth Rowe

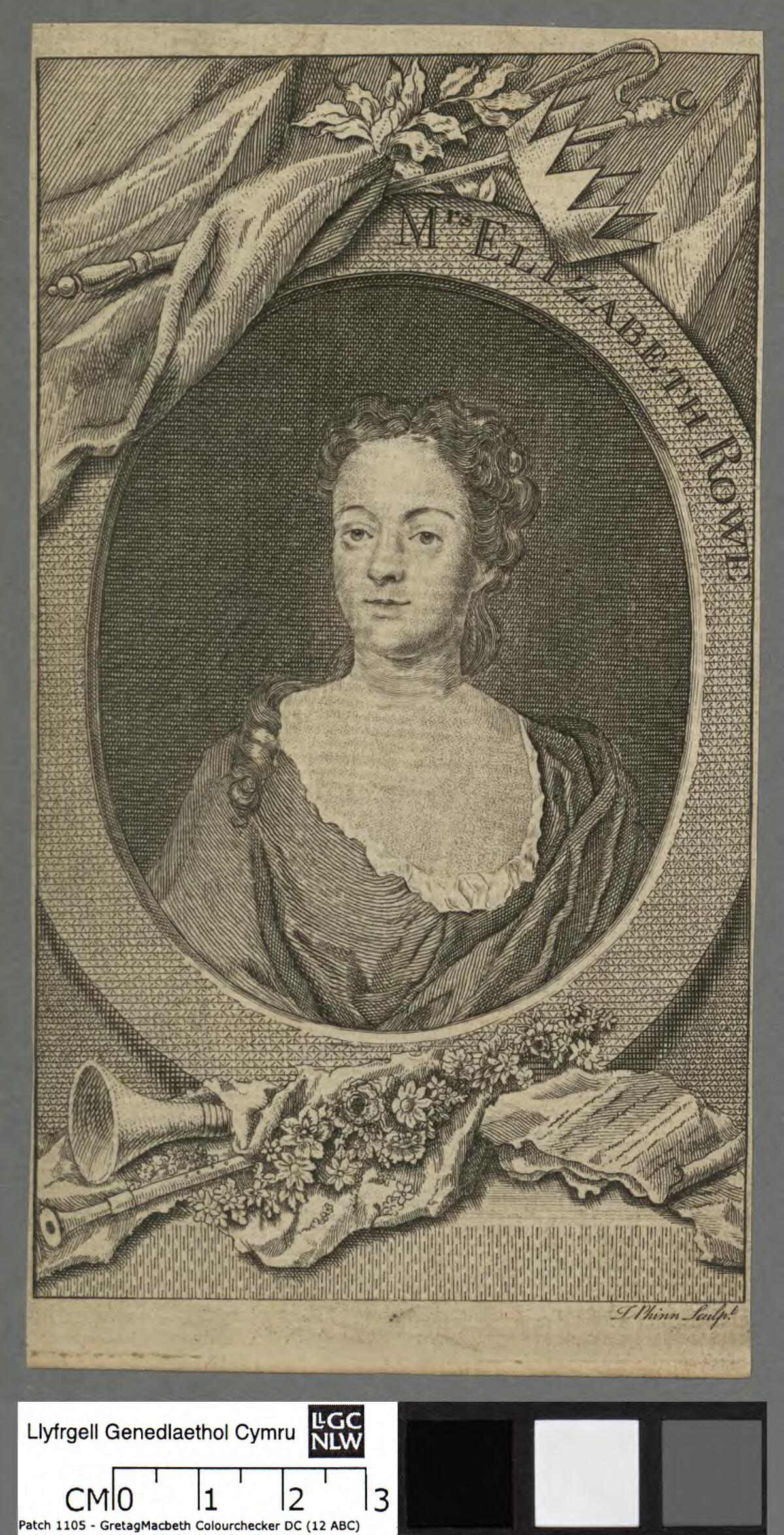
Elizabeth Rowe

Elizabeth Rowe (geboren am 11. November 1674 in Ilchester, Somerset als Elizabeth Singer; gestorben am 20. November 1736 in Frome) war eine der meistgelesenen englischen Schriftstellerinnen des 18. Jahrhunderts. Ihre Gedichte, Essays und Briefsammlungen wurden auch in andere Sprachen übersetzt und blieben bis in das 19. Jahrhundert hinein populär.

## Leben
Singer war die älteste Tochter von Elizabeth Portnell und Walter Singer. Ihr Vater war als nonkonformistischer Pastor im Rahmen der Stuart-Restauration ins Gefängnis gekommen und arbeitete nach seiner Heirat als Tuchhändler. Seinen drei Töchtern (von denen nur Elizabeth das Erwachsenenalter erreichte) ließ er eine sorgfältige Erziehung zukommen, die von strengem Glauben an die göttliche Vorsehung geprägt war, aber auch von der Überzeugung, dass auch Frauen schreiben und öffentlich reden dürften.  Sie las Dichter wie Shakespeare, Molière, John Milton und Abraham Cowley, aber auch Blaise Pascal.
Nach dem Tod ihrer Mutter um 1692 lebte Singer mit ihrem Vater allein in Frome. Zu den Freunden des Vaters gehörte Thomas Thynne, 1. Viscount Weymouth, dessen Sohn Henry sie in Französisch und Italienisch unterrichtete und dessen Bibliothek im Longleat House sie benutzen konnte. Henrys Tochter Frances wurde später ihre engste Freundin. Auch die Dichterin Anne Finch, Countess of Winchilsea gehörte zur Familie Thynne und bis zu ihrem Tod im Jahr 1720 zu Singers Freundeskreis. Großen Einfluss auf ihre religiöse Entwicklung hatte Thomas Ken, der nach seiner Absetzung als Bischof wegen seines Konflikts mit König Jakob II. auf Longleat lebte.
Elizabeth Singer soll bereits im Alter von zwölf Jahren mit dem Schreiben angefangen haben. Ihre ersten Gedichte erschienen ab 1691 anonym in der Zeitschrift The Athenian Mercury des Buchhändlers John Dunton (1659–1733), der sie 1696 als Sammelband herausgab (Poems on Several Occasions Written by Philomela). Nach dem Tod seiner ersten Frau hielt Dunton 1697 um ihre Hand an, wurde aber abgewiesen. Ab 1703 unterhielt Singer eine enge Beziehung zu dem Dichter und Diplomaten Matthew Prior, die aber nicht zu einer Verlobung führte. Auch Heiratsanträge des Kirchenlieddichters Isaac Watts und des amerikanischen Pastors Benjamin Colman lehnte sie ab. 1710 heiratete sie den Dichter und Universalwissenschaftler Thomas Rowe (1687–1715), mit dem sie eine unstete und kurze, aber glückliche Ehe verbrachte, bis er an Tuberkulose verstarb. Sie zog dann wieder in das Haus ihres Vaters in Frome, das sie 1719 zusammen mit einem ansehnlichen Vermögen erbte. Trotz zahlreicher Korrespondenzen, die sie weiterhin unterhielt, verbrachte sie den Rest ihres Lebens beinahe klösterlich zurückgezogen und verwendete die Hälfte ihres Einkommens für wohltätige Zwecke. Sie starb schließlich an einem Schlaganfall.

## Werk und Wirkung
Rowe veröffentlichte zunächst Gedichte, die sich an Pindar orientierten. Auch die erfolgreiche Dichterin Anne Killigrew wurde von ihr imitiert. Das Trauergedicht auf ihren Mann (On the death of Mr.Thomas Rowe) fand besondere Anerkennung und wurde von Alexander Pope in sein Eloisa to Abelard aufgenommen. Später wurde vor allem ihre Prosa populär. Ihr Bestseller Friendship in Death in Twenty Letters from the Dead to the Living (zuerst 1728), eine Sammlung von fiktiven Briefen Verstorbener aus dem Jenseits, wurde (wie auch andere ihrer Werke) in verschiedene Sprachen übersetzt und beeinflusste die Briefromane von Samuel Richardson. Auch die deutsche Übersetzung von Johann Mattheson (Die Freundschaft nach dem Tode in Briefen, 1745) hatte großen Einfluss, unter anderem auf Friedrich Gottlieb Klopstock und seine Ehefrau Margareta sowie auf Christoph Martin Wieland. Ein weiterer großer Erfolg war das Versepos The History of Joseph (1736), eine Adaption der biblischen Josefsgeschichte. Ihre private Korrespondenz erschien 1771 unter dem Titel Die Freundschaft im Leben. Oder moralische und unterhaltende Briefe an verschiedene Freunde in deutscher Übersetzung.